# 히지카타 도시조
히지카타 도시조(일본어: 土方歳三, 1835년 5월 5일 ~ 1869년 5월 11일)는 신센구미 부장이었으며, 휘는 요시토요(義豊), 아명은 도요타마(豊玉)이다. 막말의 막신으로, 메이지 유신과 대척점에 섰던 인물이다.

## 생애

### 다마·시에이칸
1835년 5월 5일, 무사시국 다마 군 이시다촌(현재 도쿄도 히노시 이시다)에서 농부인 히지카타 하야토(土方隼人)와 에쓰(恵津) 사이에서 태어났다. (6인 형제의 막내로서 자랐다고 알려져 있었지만, 최근에 발견한 자료에 의해 실제로는 10인 형제의 막내였던 것이 판명되었다.
히지카타 가는 '오다이진'(お大尽)으로 불리던 큰 농사꾼 집안이었다. 출생 전에 부친을 여의었고, 6세에는 어머니를 잃어 둘째 형인 기로쿠(喜六) 부부에게 키워졌다.
11세에는 에도 우에노의 '마쓰사카야이토 기모노 가게(지금의 마쓰사카야(松坂屋) 우에노점)에서 일하여 곧 바로 지배인으로 승진하여 히노에 돌아와 버렸다'고 전해져 왔지만, 얼마 전 발표된 이시다 촌 인명록을 통해 계산해 보면 11세에는 이시다 촌에 살고 있었으며, 점원으로 일하지 않은 것이 판명되었다. (인명록에) 결손도 있지만, 이 인명록을 따라, 도시조가 점원으로 간 것은 계산해보면 14세 ~ 24세의 10년 간이라고 생각되게 되었다. 또, 17세에는 에도의 덴마의 옷가게에서 점원이 되어, 거기서 여성문제를 일으켜 (지배인에게 슈도관계를 강요당했다고도 전해진다.) 히노에 돌아왔다는 전설도 있지만, 앞서 기술한 인명록의 존재로 인해, 현재에는 그 신빙성이 의문시되고 있다.
그 뒤에는, 본가에서 대대로 전해저 내려오는 '이시다 산약'을 행상하며 각 지역의 도장에 타류시합을 포함한 수행을 했다고 전해진다. 히노의 사이토 도장에 출장으로 온 천연이심류 4대 곤도 이사미(近藤勇, 후의 신센구미 국장)과는 여기서 만났다라고 추측이 되며, 안세이 6년(1859)년 3월 29일, 천연이심류에 정식입문하였다.
도시조의 누나 노부는 형님의 시형제인 히노 여관의 주인 사토 히코고로(佐藤彦五郎)에게 시집을 가, 도시조도 히코고로의 집에 자주 출입했다고 전해진다. 히코고로는 큰불이 나 죽을 뻔 한 적이 있어 그것을 계기로 이노우에 겐자부로의 형 이노우에 마쓰고로의 추천으로 천연이심류(天然理心流)에 입문, 자신의 집 한 구석에 도장을 열었다. 그러한 인연으로 히코고로는 시에이칸(試衛館)의 곤도 이사미와 의형제를 맺고 천연이심류를 지원했다
도시조는 이 도장에 지도하러 온 곤도와 만나, 1859년 3월 29일, 천연이심류에 정식 입문하게 된다. 이 다음 해인 1860년에 간행된 "무술영명록"(武術英名録)에 히지카타 도시조의 이름이 게재되었으며, 이를 통해 도시조가 어느 정도 실력을 갖추었음을 엿볼 수 있다. 1861년, 곤도가 천연이심류 종가 4대째를 계승하였으며, 이를 기념하기 위해 홍백 야시합을 개최하고 도시조가 홍팀의 다이쇼를 지키는 역으로 출장하였다.
1863년 2월, 시에이칸의 동료들과 함께, 쇼군 도쿠가와 이에모치의 경호원이 되기 위해 로시구미(낭사조)에 응모하여 교토로 떠났다.

### 신센구미 부장
1863년 8월 18일의 정변 후, 미부로시구미의 활약을 인정 받아 신센구미가 발족되었다. 부장의 위치에 있던 도시조는 막부에 정식으로 인정받는 낭사대가 되기 위하여 무사도에 맞는 법도를 정하고, 법도를 어길시 사도불각오에 의해 할복하도록 하였다. 그 후 그 정해진 법도에 의해 사도불각오라는 명목으로 니이미 니시키 할복하였고, 세리자와 카모 등을 암살하였다. 권력을 쥔 곤도 이사미가 국장이 되었다. 도시조는 국장 곤도 이사미의 오른팔로서 교토의 치안 유지를 위해 일했다. 신센구미는 부장 보조, 감찰 등의 직무 별로 계통적인 조직으로 발전되었다. 정점은 국장이지만 실제로 지휘명령은 부장인 도시조로부터 내려오도록 되어 있었다.
1864년 6월 5일 이케다야 사건 때에는 반대(半隊)를 이끌고 조슈번사, 도사번사가 빈번히 출입하는 니토라(시코쿠야) 방면을 탐색하여 돌아다녔지만, 그곳에는 아무도 없었다. 바로 이케다야의 지원을 급히 가서, 바로 돌입하지는 않고 이케다야의 주위를 포위하였으며, 그 후로부터 달려온 아이즈번, 구와나번의 병사를 이케다야로 들어가게 하지 않고, 신센구미 한 부대의 공을 지켰다. 아직 지위가 약했던 신센구미를 생각한 행동이었다. 도시조다운 냉정한 행동이었다. 그로 인해 이케다야 사건의 상은 파격적으로 행하여졌으며 신센구미의 이름도 천하에 퍼졌다. 거기에, 막부가 곤도를 '요리키' 상석(직위 중 하나)에, 부대를 요리키(행정, 사법, 경찰의 지위)로 임하도록 하였다. 도시조는 곤도에게 요리키보다는 다이묘(영주)를 노리기 위해, 다음 기회를 기다리도록 간언하여 설득하였고, 곤도도 이것을 받아들였다. 신센구미 내부에서는 언제나 신센구미의 규율을 대원들에게 엄수하도록 하여, 규율을 깬 대원에 대해서는 할복을 명하였고, 대원으로부터 두려움의 대상이었다. 이로 인해 신센구미 대원 사망원인 1위는 할복이었다라고 한다.
그 후, 부장이었던 야마나미 게이스케를 총장으로 삼아, 부장은 도시조 한명이 되었다. 부대에 설 자리가 없어진 야마나미 게이스케가 탈주해 할복하게 된 사건에는 야마나미와 히지카타의 대립이 있었다고 이야기되지만, 실제로는 사이가 좋았다는 설도 있다. 그 후에도 부대의 규율을 지키기 위해 가와이 기사부로, 다니 산주로, 다케다 간류사이 등을 할복 혹은 참살시켰다. 이토 가시타로가 신센구미에서 자신의 지지자들과 함께 탈퇴하여 조직한 '어릉위사(일본어: 御陵衛士 고료에지[*])'에 자신의 스파이인 사이토 하지메를 보내는 등을 통해 이토의 곤도 국장 암살 계획을 미연에 방지하였고, 이토, 도도 헤이스케를 암살하여 어릉위사를 파직시켰다.(아부라코지 사건)(어릉위사 및 이토, 사이토에 관한 서로 다른 학설이 있다.)

### 보신 전쟁
1867년 6월에 막신에 봉해진다. 그러나 같은 해 10월 14일 대정봉환(쇼군이 자신의 실세정부 권위를 천황에게 돌려 준 사건)이 일어난다. 12월 9일에 왕정복고 칙령이 내려져 막부는 사실상 붕괴하였다. 1868년 1월 3일 도바 후시미 전투에서 시작된 보신전쟁이 발발하여, 도시조는 스미도메 사건으로 인해 부상당한 국장 곤도 이사미를 대신하여 신센구미를 이끌어 싸우지만, 신정부군의 총격전 앞에 패배한다. 도시조는 도바 후시미 전투에서 패배하기 전에 케이오우 1864년경부터 이제부터는 칼로 싸움이 되지 않는 시대라는 것을 깨닫고 서양식의 군비를 준비하기 시작했다.
도바·후시미 전쟁에서 진 막부군이 오사카에서 에도로 철수한 후 곤도와 도시조는 오쿠보 야마토와 나이토 하야토로 잠시 이름을 바꾸어 가이국으로 향했다. 그러나 3월 6일, 고슈 가쓰누마 전투에서 패하여 후퇴하였으며, 도시조는 급히 원군요청에 나섰지만, 성공하지 못했다. 그 후 나가레야마에서 재기를 모색하지만, 4월 3일 갑작스럽게 신정부군에게 포위당한 국장 곤도 이사미가 신정부군에 투항했다. 이때 도시조가 곤도의 할복을 멈추게 하여 투항을 권했다고 한다. 도시조는 에도로 향하여 가쓰 가이슈(막부의 신하)들에게 직접 담판을 짓고 곤도의 구명을 탄원했지만 실현되지 못하고 1868년 4월 25일 신정부군한테서 투항을 거부당했던 곤도는 이타바시 근처 (현 JR이타바시역 앞에 묘소가 있다.)에서 처형(참수)당했다.
곤도 투항 후, 구명탄원에서부터 신센구미를 야마구치 지로(사이토 하지메)에게 맡기고, 아이즈로 향하여, 시마다 가이 등 수 명의 대원만을 데리고 오토리 게이스케 등을 이끌고 있는 구 막부 탈주군과 합류하였다. 4월 11일에 에도개성이 성립하고, 에도를 탈주하여 도시조는 아키즈키 도노스케가 이끌고 있는 선봉군의 참모를 맡았다. 병사들을 이끌고 우쓰노미야 성 전투에서 승리하여, 우쓰노미야 성을 함락시킨다. 그러나 미부 전투에서 패배하여, 신정부군과 다시 우쓰노미야에서 싸우던 때에 발이 부상을 입어, 본군이 있었던 아이즈에 호송되었다. 아이즈에서 약 3개월 간 요양생활을 보내고, 그 동안 곤도 이사미의 묘를 덴네이지에 지었다고 전해진다. 완쾌하여 전선에 복귀한 후에는 아이즈의 방어전에 전력을 기울이지만, 8월 보나리토게 전투의 패과 같이, 아이즈전쟁이 격화되었다. 도시조는 원군을 얻기 위해 쇼나이번으로 향하지만 이미 복종체제인 쇼나이에는 들어 갈 수조차 없었다.
다음으로 센다이로 가 에노모토 다키아키가 이끄는 구 막부해군에 합류하여 에노모토와 함께 오우에쓰 열번 동맹의 군의에 참가하여 동맹군총감에 추천되지만, 곧 동맹이 붕괴하여 동맹번들이 계속 신정부군에 굴복한 후 싸울 땅이 있는 한 계속 싸울 것을 결의하였다. 신센구미의 살아 남은 대원에 쿠와나 번사들을 합하여 오오에마루에 승선하고, 에노모토 다키아키와 함께 10월 12일 센다이오리노하마(현 미야기현 이시노마키시를 떠나 에조치로 간다.(홋카이도)

### 하코다테 전쟁
10월 20일, 에조치 와시노키에 상륙 후 도시조는 문도군 총독이 되어서 고료카쿠(북해도의 오각형 모양의 장소)으로 향했다. 신센구미는 오토리 게이스케 총독 밑에서 일을 진행했지만, 도시조는 시마다 가이 외에 수 명의 신센구미 대원이 언제나 따랐다고 전해진다. 하코다테, 고료카쿠를 점령하고 도시조는 몇몇 가쿠헤이타이 등을 이끌고 마쓰마에로 출진하여 마쓰마에성(후쿠야마성)을 함락시키고 잔병을 에사치조까지 추격했다. 이때 에노모토 다케아키는 도시조 군을 바다에서 원호하기 위해 군함 '가이요마루'(막부군의 전함)로 에사치에 향했으나, 폭풍우에 많이 좌초되었다. 에사치에 상륙해서 가이요우마루가 침몰해가는 모습을 지켜보던 에나모토와 도시조는 옆에 있던 소나무를 치며 울었다고도 전해지며, 지금도 그 소나무가 남아있다. 에사치를 무사점령한 도시조는 한번 마쓰마에 성에 돌아와 12월 15일 에노모토가 각국영사를 초대하여 연 에조치평정축하연에 맞추어 고료카쿠로 개선했다. 그 후 간부를 정하는 선거가 이뤄져, 에노모토 다케아키를 총재로 하는 에조공화국(고료카쿠가 본진)이 성립되었다. 도시조는 간부이자 육군부사령관이 되어 하코다테시의 치안담당이나 육해군 재판장도 겸했다. 하코다테의 땅에서도 도시조는 냉정했다고 전해진다. 하코다테 정부가 수립되고 에노모토 정부 인사들이 축배를 들 때에도 도시조는 홀로 침묵을 지키며, "지금은 가볍게 들뜰 때가 아니다."라고 했다고 전해진다.
1월부터 2월을 걸쳐 하코다테와 고료카쿠를 정비하여 3월에 신정부군 내습의 정보가 들어와 도시조는 신정부군의 철갑선 탈취를 목적으로 했던 미야코 만 해전에 참가하였지만, 작전은 실패당하여 사상자가 속출하고도 도시조는 생환한다.
1869년 4월 9일, 신정부군이 에조치 을부에 상륙을 개시하였다. 도시조는 후타마타구치 전투에서 신정부군의 진격에 대하여 철저하게 방어전을 펼쳤다. 그 전투 중에 신정부군은 방울의 소리를 내며, 포위당했다고 생각되게 하는 행동을 하여, 자군이 포위당했다고 생각한 도시조 군은 동요했다. 그것에 대해 "정말로 포위하려 한다면, 소리를 숨겨서 눈치채지 못하게 한다."라고 냉정하게 상황을 판단하여 부하들을 진정시켰다. 또 싸우는 동안 도시조는 부하들에게 직접 술을 돌렸다. 그러고는 "취해서 군율을 어지럽히면 곤란하므로 전부 한잔 뿐이다."라고 말하였기에 부하들은 웃으며 따랐다고 전해진다. 도시조군이 사수하였던 후타마타구치는 연전연승. 그러나 또 다른 한편, 마츠마 에구치가 돌파당해서 퇴로가 끊겨서 위험이 닥쳤기에 어쩔수 없이 후타마구치에서 퇴거하여 고료카쿠로 귀환했다.
그리고 1869년 5월 11일(음력), 신정부군의 하코다테총공격이 시작되어, 신센구미대원 시마다 카이가 수비를 하고 있던 벤텐다이바가 신정부군에게 포위당해 고립되어서 도시조는 농성전을 싫어하여 적은 병력을 이끌고 출진하였다. 신정부군함 '아사히'가 군함에 의해서 격침당하는 것을 보고 "이 기회를 놓치지마라!"라고 외쳤으나, 하코다테 잇폰 기관문에서 육군사령보좌역 오노 우추에게 패배당하는 동료들을 이끌고 진군시켜 "우리들의 법도에 따라 도망가는 자는 벤다!"라고 외쳤다. 도시조는 잇폰 기관문을 수비하여 일곱 겹으로 조여오는 신정부 군에게 응전하였으며, 말 위에서 지휘를 했다. 그 난전 중에 총탄이 복부를 관통하여 낙마, 측근이 급히 다가 왔을 때는 벌써 절명했다고 전해진다. 적의 총탄이 아닌 쏟아지는 탄에 맞았다는 것이 통설이지만, 항복에 완강히 반대하는 도시조를 제거하기 위해 아군의 손에 의해 암살당했다는 설도 있다. 도시조의 생명에 의해 다이바방면에 진군해있던 오노가 이끄는 병사들은 잠시동안 세력을 돌렸지만, 돌연 날뛰어서 오노의 필사의 지휘에도 불구하고 모두 무너져버렸다. 오노가 야무를 어쩔 수 없이 돌아섰을 때, 똑같이 육군사령부보좌 역의 안토우 사스케로부터 도시조의 전사 사실을 들었다고 전해진다. 도시조의 유체는 다른 전사자들과 함께 고료카쿠에 이장되었다고도 하고, 다른 장소에 안치했다고도 전해진다. 그 장소는 알려져 있지 않다.

### 사세구
- 1. 설령 몸은 에조의 섬 언저리에서 썩어질망정 혼은 아즈마의 주군을 지키리(よしや身は蝦夷が島辺に朽ちぬとも魂は東の君やまもらむ)
- 2. 설령 몸은 에조의 섬에서 썩어질망정 혼은 아즈마의 주군을 지키리(たとひ身は蝦夷の島根に朽ちるとも魂は東の君やまもらん)
- 3. 미늘창 쥐고 달 볼 때마다 생각하노니 내일은 주검 위에서 빛나런가(鉾とりて月見るごとにおもふ哉あすはかばねの上に照かと)

위의 사세구 중 1번과 2번 중 하나가 맞을 것이라고 생각되어왔으나 료젠역사관의 기무라 사치히코는 시마다 가이가 정리했다고 전해지는 와카집의 권두가(巻頭歌), 즉 3번이야말로 히지카타의 사세구라는 설을 주장하고 있다.

## 기타
2022년 히지카타 도시조의 것으로 추정되는 검이 발견되었다.

## 같이 보기
- 도쿄 베르디